# Hermann Wilker
Hermann Wilker, född 24 juli 1874, död 28 december 1941, var en tysk roddare.
Wilker tävlade för Tyskland vid olympiska sommarspelen 1900 i Paris, där han var med och tog brons i fyra med styrman.
Wilker tog guld i fyra med styrman vid olympiska sommarspelen 1912 i Stockholm. Övriga i Tysklands lag var Albert Arnheiter, Rudolf Fickeisen och Otto Fickeisen.